# Tapacul de Zimmer
El tapacul de Zimmer (Scytalopus zimmeri) és una espècie d'ocell de la família dels rinocríptids (Rhinocryptidae).

## Hàbitat i distribució
Habita zones amb petites corrents fluvials al bosc de muntanya dels Andes de Bolívia i nord-oest de l'Argentina.